# Військовий радник
Військові радники (англ. military advisor) і фахівці при іноземних арміях — військовослужбовці (офіцери) чи цивільні особи військового відомства (службовці), які направляються до дружньої чи союзної держави для надання допомоги в розбудові її Збройних сил, бойовій підготовці військ і штабів, опануванні особовим складом військової техніки та озброєння, підтриманні бойової готовності військ тощо. Виконують консультативні функції при штабі чи окремих військових формуваннях держави-союзника. Склад, повноваження, терміни служби та інші питання, пов'язані з їхньою діяльністю, визначаються міжурядовими угодами.

## Специфіка посади військового радника
Особливістю правового статусу військових радників є те, що вони, як правило, акредитуються безпосередньо при військовому відомстві (міністерстві оборони) іноземної держави, а не при дипломатичному представництві (посольстві) своєї держави, як співробітники апаратів військових аташе — вони не належать безпосередньо до органів військово-дипломатичної служби, а представляють орган військового співробітництва. З усіх питань, пов'язаних з вивченням обстановки в країні перебування і стану її збройних сил, військові радники працюють у тісному контакті з військовими аташе. Характер і рамки такої взаємодії регламентуються відповідними документами.
Посада військового радника має свою специфіку: вона поєднує аспекти роботи й техніка-зброяра, і тактика, і педагога, і дипломата, і військового спеціаліста. У 60-80 рр. ХХ століття сотні офіцерів пройшли через посаду військового радника не як фахівці цієї галузі, а як військові командири, за плечима яких досвід війни або командування певними військовими підрозділами, академічна підготовка.

### Обов'язки військових радників
- надання допомоги у створенні Збройних сил певної країни;
- підготовка особистого складу;
- участь у плануванні військових операцій;
- освоєння військового озброєння й техніки, що доставлена з іншої країні;
- участь в організації й веденні бойових дій.

## Військові радники— експерти і фахівці на міжнародних конференціях
Міжнародні конференції, в роботі яких беруть участь військовослужбовці, бувають двосторонніми й багатосторонніми, епізодичними й періодичними (сесійними), дипломатичними й технічними. У двосторонніх конференціях беруть участь дві держави, у багатосторонніх — три і більше.
На міжнародних конференціях особливого значення керівниками делегацій є глави держав чи урядів, а членами делегацій — міністри або інші державні діячі. На дипломатичних конференціях керівниками делегацій, як правило, є міністри закордонних справ чи їх заступники або дипломатичні представники держав — учасниць конференції.
Як радники, експерти і члени делегацій генерали, адмірали й офіцери беруть участь у тих міжнародних конференціях, на яких поряд із суспільно-політичними питаннями розглядаються воєнно-політичні і воєнні проблеми, наприклад, про укладення мирних договорів, договорів про військове співробітництво і взаємодопомогу, про проведення переговорів з питань обмеження озброєнь і роззброєння, про підписання конвенцій, які регламентують використання світового океану і космічного простору, польоти літаків цивільної авіації, плавання торгових суден тощо. Беручи участь у міжнародних конференціях, офіцери воєнно-дипломатичної служби можуть налагоджувати корисні зв'язки і знайомства, добувати інформацію, яка становить інтерес для свого міністерства оборони.

## Історія Інституту військових радників

#### Поява військових радників
Військові радники з'явилися з того часу, коли були сформовані Збройні сили країн світу, коли шляхом військових дій почали вирішуватися державні питання, пов'язані з обороною та захистом суспільства. Згідно з домовленостями військові радники направлялися у країни, що потребували допомоги у створенні Збройних сил. Держава, яка поставляла зброю й техніку, брала на себе зобов'язання щодо підготовки офіцерів і їхнього подальшого перебування в межах країни-соратниці.

#### Апарати військових радників
Перші апарати військових радників були створені в Радянському Союзі в 1920-30-х роках. Радянські військові радники направлялися в різні країни світу. Військові радники були в Китаї, де велася боротьба проти японських військ (1924—1927 рр. — до 135 осіб), в Іспанії під час громадянської війни проти націоналістів Франко (1938—1939 рр. — до 250 осіб), у Монголії, куди вторглися японські війська.
Після Другої світової війни радянські військові радники направлялися у країни, де відбувалася боротьба за незалежність. Представники Радянського Союзу допомагали державам будувати власні Збройні сили, проводили навчальні заняття з національним складом щодо технічного оснащення армії, планування й ведення бойових дій. 1949 рік: Болгарія (1949 р.) — до 30 осіб, Угорщина — до 13 осіб, Румунія — до 11 осіб, Чехословаччина — до 10 осіб.1965-1991 рр.: 46833 солдатів, офіцерів, генералів у країнах південно-східної Азії й Африканського континенту.

#### Положення про діяльність головних військових радників
У 1987 році відповідною постановою Ради Міністрів було розроблено й введено в дію Положення про діяльність головних військових радників Міністерства оборони в Збройних силах країн, що потребують допомоги у вирішенні військових питань. Згідно з цим документом чітко відокремлювалися поняття «головний військовий радник» і «старший групи радянських військових спеціалістів» й обов'язки військових радників, а саме: розробка нормативно-правової бази та надання допомоги у створенні національних Збройних сил. Військові радники надали допомогу своїм колегам із 40 країн світу. Одними з найкращих у Радянському Союзі вважалися військові радники з України.

### Питання професійної підготовки військових і цивільних фахівців у сучасній українській армії
Після розпаду Радянського Союзу, отримання Україною незалежності система військових радників перестала існувати. Відповідно до Указу Президента від 12 грудня 1991 року № 4/91 «Про Збройні Сили України», «із метою забезпечення обороноздатності України, боєготовності військ, підтримання дисципліни й правопорядку, надання процесу реформування угруповань військ керованого характеру» були створені Збройні сили України.
З'явилися такі посади як радник Президента України, радник Міністра оборони, Міністра внутрішніх справ тощо. Посада військового радника (часів радянського періоду) нівелювалася, змінилися його обов'язки. Так, у 2005 році українські військові радники відділення військової допомоги 81-ї тактичної групи ЗС України готували до сертифікації бригаду Іракської поліції «Васіт».
На сучасному етапі одним із ключових чинників забезпечення належного рівня безпеки України та реформування її Збройних сил є міжнародне військове співробітництво. З перших років незалежності українська держава взяла курс на активну співпрацю з НАТО.
Серед широкого кола питань співробітництва обох сторін чільне місце займає проблема професійної підготовки військових і цивільних фахівців. Курси підвищення кваліфікації для українських військовослужбовців регулярно проводяться в Національній академії оборони України. Відповідно до стандартів НАТО викладання здійснюється англійською мовою. При Академії діє Центр підготовки офіцерів багатонаціональних штабів. Щорічно для слухачів Академії організовується «Міжнародний тиждень», який проводиться за участі Оборонного коледжу НАТО в Римі.
НАТО надає допомогу Україні у вирішенні проблем військовослужбовців, звільнених в запас у ході проведення військової реформи. Так, у період з 1999 р. по 2005 р. українські військові пройшли курси з вивчення іноземних мов (447), курси з управління в галузі планування оборони тощо. Таке співробітництво здійснюється переважно за рахунок Альянсу та є економічно вигідним для України.
Відповідно до Закону України «Про порядок направлення підрозділів Збройних Сил України до інших держав» із змінами й доповненнями від 13 жовтня 2012 № 5286-VI (ст. 10) зазначено, що навчання та спеціальна підготовка осіб військового й цивільного персоналу, які зараховуються до підрозділів Збройних Сил України та направляються до інших держав, проводяться у відповідних навчальних центрах та військових навчальних закладах.
Одним із таких осередків сьогодні є Міжнародний центр миротворчості й безпеки Національної академії сухопутних військ імені гетьмана Петра Сагайдачного на Львівщині. Найбільш потужний військовий навчальний центр в Україні та Європі — Яворівський полігон, де проходять міжнародні миротворчі навчання, починаючи з 1994 року.